# Darius Grigalionis
Darius Grigalionis (Panevėžys, URSS, 21 de abril de 1977) es un deportista lituano que compitió en natación, especialista en el estilo espalda.
Ganó dos medallas de plata en el Campeonato Europeo de Natación, en los años 2000 y 2004, y tres medallas en el Campeonato Europeo de Natación en Piscina Corta entre los años 1998 y 2002.

## Palmarés internacional
| Campeonato Europeo                  | Campeonato Europeo      | Campeonato Europeo | Campeonato Europeo |
| Año                                 | Lugar                   | Medalla            | Prueba             |
| ----------------------------------- | ----------------------- | ------------------ | ------------------ |
| 2000                                | Helsinki (Finlandia)    | Medalla de plata   | 50 m espalda       |
| 2004                                | Madrid (España)         | Medalla de plata   | 50 m espalda       |
| Campeonato Europeo en Piscina Corta |                         |                    |                    |
| Año                                 | Lugar                   | Medalla            | Prueba             |
| 1998                                | Sheffield (Reino Unido) | Medalla de plata   | 100 m espalda      |
| 2000                                | Valencia (España)       | Medalla de bronce  | 50 m espalda       |
| 2002                                | Riesa (Alemania)        | Medalla de bronce  | 50 m espalda       |